# Bến Tre
Bến Tre (Khmer: Kampong Russey) er en by i Mekongdeltaet i det sydlige Vietnam. Det er hovedstaden i Bến Tre provincen.

## Vietnamkrigen
Et af de mest berømte citater fra Vietnamkrigen var en udtalelse tilskrevet en anonym amerikansk major af AP korrespodenten Peter Arnett den 7. februar 1968. I denne mente Arnett at majoren havde udtalt at: "'Det blev nødvendigt at ødelægge byen for at redde den.'" ("'it became necessary to destroy the town to save it.'")

10°14′N 106°23′Ø / 10.233°N 106.383°Ø